# Marek Langhamer
Marek Langhamer (* 22. Juli 1994 in Moravská Třebová) ist ein tschechischer Eishockeytorwart, der seit Mai 2021 bei Tampereen Ilves aus der finnischen Liiga unter Vertrag steht.

## Karriere
Langhamer entstammt dem Nachwuchs des HC Pardubice, für den er bereits in der als 14-Jähriger das Tor der U16-Mannschaft hütete. Seine ersten Schritte auf dem Eis hatte der Torwart für den HC Moravská Třebová, den Klub seiner Geburtsstadt gemacht. Der Schlussmann blieb Pardubice bis kurz vor seinem 18. Geburtstag im Jahr 2012 treu und schaffte es im Verlauf der Saison 2011/12 sogar als Ersatztorwart in den Kader der ersten Mannschaft, die in der Extraliga aktiv war. Hauptsächlich stand er allerdings für die U20-Mannschaft zwischen den Pfosten. Seine ersten Profieinsätze hatte er in der Spielzeit 2011/12 auf Leihbasis für den HC Chrudim in der zweitklassigen 1. Liga absolviert.
Im Sommer 2012 verließ Langhamer seinen Stammklub und wechselte nach Nordamerika. Dort schloss er sich den Medicine Hat Tigers aus der Western Hockey League an, die ihn über den CHL Import Draft ausgewählt hatten. Zugleich war der Tscheche im NHL Entry Draft 2012 in der siebten Runde an 184. Stelle von den Phoenix Coyotes aus der National Hockey League gezogen worden. Für den kanadischen Juniorenklub war der Torhüter drei Jahre lang in der WHL aktiv, davon die letzten beiden als Stammtorwart. Im Mai 2014 war er von dem inzwischen als Arizona Coyotes firmierenden Franchise unter Vertrag genommen worden, in welches er schließlich im Sommer 2015 wechselte. Langhamer verbrachte seine erste Profisaison bei den Springfield Falcons in der American Hockey League, einem Farmteam Arizonas. Er fungierte als Back-up von Niklas Treutle und absolvierte 19 Spiele. Zudem kam er achtmal für die Rapid City Rush in der ECHL zum Einsatz. Die Spielzeit 2016/17 verbrachte er dann bei Arizonas neuem AHL-Kooperationspartner Tucson Roadrunners, wo er aber erneut nicht über die Rolle des Ersatzmanns hinaus kam und teilweise wieder für Rapid City spielte.
Aufgrund der Verletzung von Louis Domingue und des Transfers von Justin Peters zu den Dallas Stars wurde Langhamer im Februar 2017 schließlich in den NHL-Kader der Coyotes berufen. Da Stammtorwart Mike Smith in der Partie gegen die Anaheim Ducks am 20. Februar 2017 mit dem Verdacht auf eine Gehirnerschütterung vorsichtshalber ausgewechselt wurde, feierte der Tscheche in den verbleibenden 15 Spielminuten sein NHL-Debüt und sicherte mit sieben gehaltenen Schüssen den knappen 3:2-Sieg Arizonas. Im Dezember 2017 wurde Langhamer an den HC Kometa Brno ausgeliehen und feierte mit der Mannschaft am Saisonende den Gewinn der tschechischen Meisterschaft. Zur folgenden Spielzeit wechselte er fest zu Kometa, ehe er im November 2018 von Amur Chabarowsk aus der Kontinentalen Hockey-Liga verpflichtet wurde.
Beim russischen Klub verbrachte der Tscheche insgesamt drei Spielzeiten und gehörte dort zu den Leistungsträgern. Im Mai 2021 schloss sich Langhamer dem finnischen Traditionsklub Tampereen Ilves an.

### International
Für sein Heimatland spielte Langhamer im Juniorenbereich zwischen 2009 und 2014 von der U16- bis zur U20-Auswahl. Mit der World U-17 Hockey Challenge 2011, dem Europäischen Olympischen Winter-Jugendfestival 2011, dem Ivan Hlinka Memorial Tournament 2011, der World Junior A Challenge 2011 sowie der U18-Junioren-Weltmeisterschaft 2012 und der U20-Junioren-Weltmeisterschaft 2014 vertrat der Torwart die Tschechen in sechs internationalen Turnieren.
Sein Debüt in der tschechischen Nationalmannschaft feierte Langhamer im Verlauf der Saison 2018/19. Bei der Weltmeisterschaft 2022 in Finnland gewann er mit dem tschechischen Team die Bronzemedaille.

## Erfolge und Auszeichnungen
- 2018 Tschechischer Meister mit dem HC Kometa Brno
- 2022 Bronzemedaille bei der Weltmeisterschaft

## NHL-Statistik
Stand: Ende der Saison 2017/18
(Legende zur Torhüterstatistik: GP oder Sp = Spiele insgesamt; W oder S = Siege; L oder N = Niederlagen; T oder U oder OT = Unentschieden oder Overtime- bzw. Shootout-Niederlage; Min. = Minuten; SOG oder SaT = Schüsse aufs Tor; GA oder GT = Gegentore; SO = Shutouts; GAA oder GTS = Gegentorschnitt; Sv% oder SVS% = Fangquote; EN = Empty Net Goal; 1 Play-downs/Relegation; Kursiv: Statistik nicht vollständig)